# Bataille de La Flocellière
Guerre de Vendée
La bataille de La Flocellière se déroula lors de la guerre de Vendée.

## La bataille
Le 13 novembre 1799, une troupe de 900 Vendéens commandée par le comte Grignon de Pouzauges qui venait de succéder à Sapinaud à la tête de l'armée du Centre se présente à La Flocellière que venait de quitter le général Travot. Le lendemain, des troupes républicaines venues de Pouzauges et de La Châtaigneraie se lancent à l'attaque des Vendéens. Néanmoins ces derniers parviennent à se replier après avoir tué 40 soldats républicains.